# Selimchan Nassyrow
Selimchan Nassyrow (kasachisch Зелімхан Насыров, engl. Transkription Zelimkhan Nassyrov; * 16. März 2003) ist ein kasachischer Leichtathlet, der im Hoch- und Weitsprung an den Start geht.

## Sportliche Laufbahn
Erste internationale Erfahrungen sammelte Selimchan Nassyrow im Jahr 2023, als er bei den Hallenasienmeisterschaften in Astana mit 5,17 m in der Weitsprungqualifikation ausschied. Im Jahr darauf belegte er bei den Hallenasienmeisterschaften in Teheran mit 2,05 m den siebten Platz im Hochsprung und 2025 belegte er bei den Asienmeisterschaften in Gumi mit 16,21 m den sechsten Platz im Dreisprung. Anschließend verpasste er bei den World University Games in Bochum mit 15,44 m den Finaleinzug.
In den Jahren 2022 und 2024 wurde Nassyrow kasachischer Meister im Weitsprung im Freien sowie 2025 in der Halle.

## Persönliche Bestleistungen
- Hochsprung: 2,12 m, 7. Januar 2024 in Astana
- Weitsprung: 7,51 m (+1,2 m/s), 2. Juni 2024 in Taschkent
- Dreisprung: 16,21 m (+2,0 m/s), 28. Mai 2025 in Gumi